# Turgenia
Turgenia és un gènere de plantes herbàcies apiàcies. Conté 3 espècies descrites o bé es considera un gènere monotípic amb l'espècie Turgenia latifolia.

## Taxonomia
El gènere va ser descrit per Georg Franz Hoffmann i publicat a Genera Plantarum Umbelliferarum xxvi, 59–60. 1814. L'espècie tipus és: Turgenia latifolia Hoffm.
- Turgenia brachyacantha Boiss. -- Ann. Sci. Nat., Bot. sér. 3, 2: 52. 1844
- Turgenia foeniculacea Fenzl -- Pug. Pl. Nov. Syr. 18. 1842 [May-Jun 1842]
- Turgenia heterocarpa DC. -- Prodr. (DC.) 4: 218. 1830 [late Sep 1830]
- Turgenia latifolia Hoffm. -- Gen. Pl. Umbell. 59. 1814 catxurros, llapassó
- Turgenia lisaeoides C.C.Towns. -- Kew Bull. xvii. 431 (1964).
- Turgenia multiflora DC. -- Prodr. (DC.) 4: 218. 1830 [late Sep 1830]
- Turgenia tuberculata Boiss. -- Ann. Sci. Nat., Bot. sér. 3, 2: 52. 1844